# John J. Sullivan
John Joseph Sullivan (Boston, 20 de noviembre de 1959) es un abogado y político estadounidense. Se desempeñó como embajador de EE. UU. en Rusia desde 2020 hasta 2022. Entre 2017 y 2019 ocupó el cargo de vicesecretario de Estado de los Estados Unidos.
Miembro del Partido Republicano, se desempeñó como Secretario de Estado interino entre marzo y abril de 2018, luego de que Rex Tillerson fuera desplazado por el presidente Donald Trump el 13 de marzo de 2018, ocupando el cargo hasta que el sucesor oficial de Tillerson, Mike Pompeo, asumió. Tillerson no dejó el cargo oficialmente hasta el 31 de marzo de 2018. Sin embargo, a Sullivan se le delegaron todas las responsabilidades del Secretario de Estado a partir del 13 de marzo.

## Biografía

### Primeros años
Sullivan nació y se crio en Boston y se graduó de Xaverian Brothers High School en 1977. Luego realizó una licenciatura en historia y ciencias políticas en la Universidad Brown en 1981 y un doctorado en jurisprudencia en la Escuela de Derecho Columbia en 1985. En Columbia, fue becario Harlan Fiske Stone y editor de reseñas de libros de Columbia Law Review. Posteriormente ejerció la profesión de abogado para el juez John Minor Wisdom del Tribunal de Apelaciones de los Estados Unidos para el Quinto Circuito y para el juez de la Corte Suprema de los Estados Unidos, David Souter.

### Carrera
En 1991, se desempeñó como consejero del fiscal general adjunto J. Michael Luttig en la oficina de asesoría jurídica del Departamento de Justicia de los Estados Unidos. Al año siguiente, se desempeñó como asesor general adjunto de la campaña de reelección de 1992 del presidente George H. W. Bush. En 1993, se unió al bufete de abogados de Mayer, Brown, Rowe & Maw LLP en Washington D. C., donde ejerció la profesión en la Corte Suprema.
En febrero de 2004, el Secretario de Defensa Donald Rumsfeld, lo nombró consejero jurídico adjunto del Departamento de Defensa de los Estados Unidos. Durante su cargo, fue galardonado con la «Medalla del Secretario de Defensa por Servicio Público Excepcional».
Luego se trasladó al Departamento de Comercio, donde se desempeñó como asesor jurídico general. Tras la renuncia del vicesecretario de Comercio David Sampson, fue asignado como vicesecretario de Comercio en funciones desde el 1 de septiembre de 2007. Poco después, George W. Bush lo nombró para que desempeñara un cargo permanente y prestó juramento el 14 de marzo de 2008, previa confirmación por el Senado. Como director de operaciones del departamento, manejó un presupuesto de 6,8 mil millones de dólares estadounidenses y 38.000 empleados en 13 unidades operativas. También fue miembro del Consejo de Administración del presidente Bush y miembro de la Junta de Directores de la Corporación de Inversión Privada en el Exterior.
En la Administración Obama, fue presidente del Diálogo Empresarial de Estados Unidos e Irak.
El presidente Donald Trump lo nominó al cargo de vicesecretario de Estado de los Estados Unidos el 11 de abril de 2017. Fue confirmado por el Senado el 24 de mayo de 2017 con una votación de 94-6.
En 2020 fue nombrado Embajador de EE. UU. en Rusia.